# Tom Boxer
Tom Boxer (właśc. Cosmin Simionic; ur. 6 stycznia 1977) – rumuński DJ, producent muzyczny i kompozytor. Zanim został producentem muzycznym, grał na gitarze od piątego roku życia. Znany jest z przebojów takich jak: Brasil, Morena i Deep In Love.
Aby nauczyć się produkcji muzyki klubowej postanowił opuścić ojczysty kraj i udać się do Wielkiej Brytanii. Po powrocie wydał album 'Zamorena' nagrany wspólnie z jazzową wokalistką Ancą Parghel. Na płytę składa się 10 utworów oraz 3 remiksy. Całość utrzymana w stylu muzyki house, dance. Kolejny longplay artysty ma ukazać się z początkiem roku 2009. Na płycie wystąpią artyści reggae'owi: Buppy, Mike Diamonz i Leon.
Utwór Brasil osiągnął wielki sukces w krajach Europy Wschodniej. Przez 4 tygodnie znajdował się na pierwszym miejscu najpopularniejszych singli w Rumunii. Wysokie miejsca singiel zajął także w Mołdawii, Rosji czy Bułgarii. Teledysk do kawałka Brasil został nakręcony w Rio de Janeiro. 
W Polsce piosenka "Morena" dotarła do pierwszego miejsca na liście Polish Airplay Chart.

## Dyskografia

### Albumy
- 2008: 'Zamorena'
- 2009: TBC
- 2010: Morena

### Single
- 2007: Zamorena (& Anca Parghel)
- 2007: Brasil (& Anca Parghel feat. Fly Project)
- 2008: Alien Girl (feat. Leon)
- 2009: A Beautiful Day (feat. Jay)
- 2009: Work IT Baby (feat. Buppy Brown)
- 2009: Morena (feat. Antonia)
- 2010: Dancing (feat. Mike Diamondz)
- 2010: Shake it Mamma (feat. Antonia)
- 2011: You (& Catherine Cassidy)
- 2011: I Feel You (feat. Alexandra Blake)
- 2011: Deep In Love (feat. Morena & J Warner)
- 2012: Voulez Vous (feat. Morena & Meital De Razo)
- 2013: Summertime (feat. Morena)
- 2013: Las Vegas (& Morena feat. Sirreal)
- 2014: Don't Cry (feat. Isaia)
- 2014: Balans (& Morena)
- 2014: Vamos a bailar (& Morena feat. Juliana Pasini)
- 2017: Beautiful Change
- 2018: Lie (& Morena feat. Veo)
- 2018: Love is the Way
- 2019: Never Let Go Me (& Morena)